# Kho lưu trữ

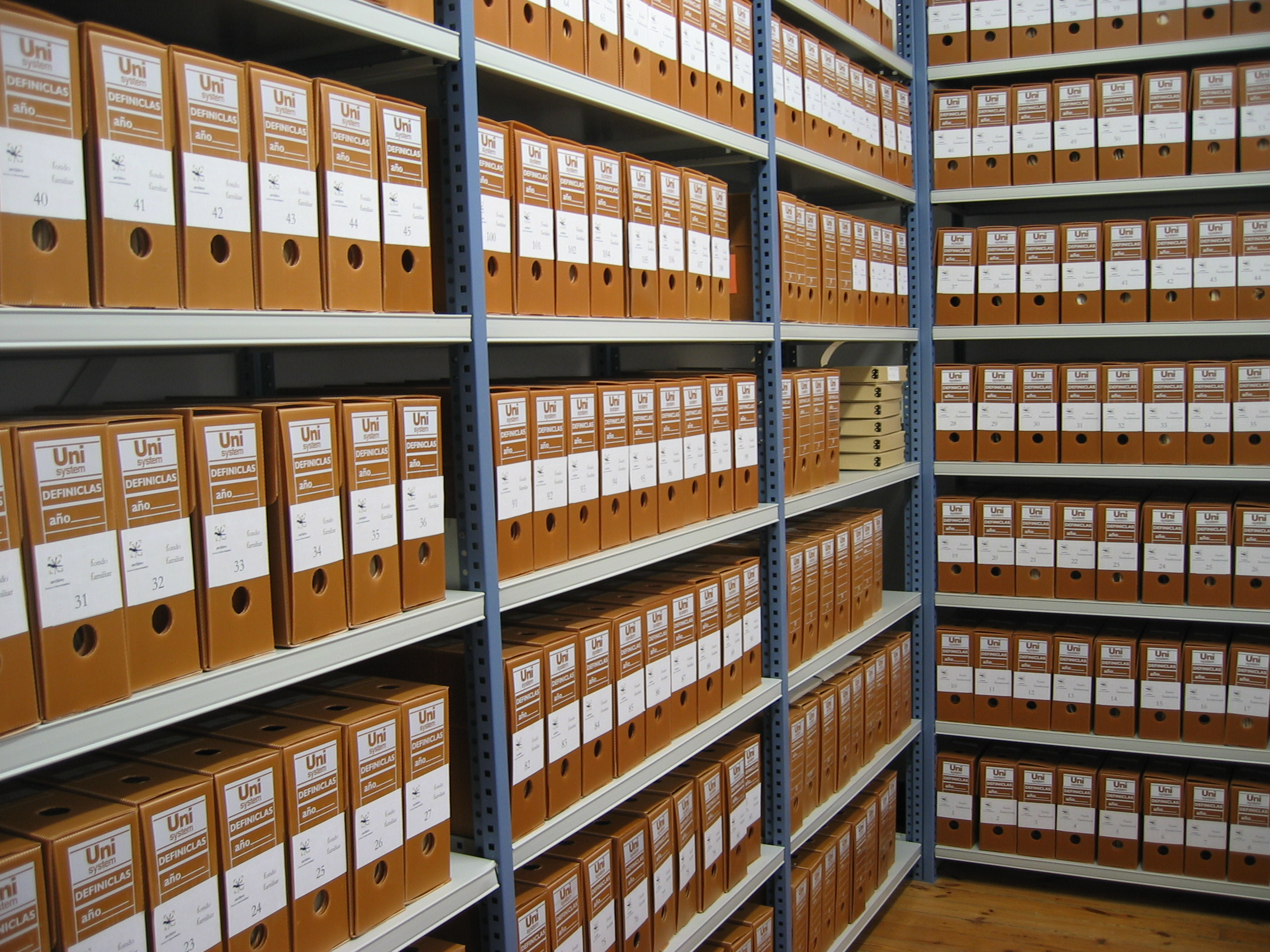
Những hộp hồ sơ trên kệ của kho lưu trữ

Kho lưu trữ là một tập hợp tích trữ các văn bản lịch sử hoặc để chỉ vị trí của nơi lưu trữ chúng. Kho lưu trữ chứa các văn bản nguồn sơ cấp tích trữ qua thời gian của một cá nhân hay tổ chức, và được giữ gìn đẻ cho thấy hoạt động của cá nhân hay tổ chức đó.
Các nhà lưu trữ chuyên nghiệp và các nhà sử học thường hiểu các tài liệu lưu trữ là hồ sơ là tự nhiên và nhất thiết tạo ra như một sản phẩm của các hoạt động hợp pháp, thương mại, hành chính hoặc xã hội. Họ đã ẩn dụ được định nghĩa là "các chất tiết của cơ thể", và được phân biệt với các tài liệu đã được viết hay có ý thức để truyền đạt một thông điệp cụ thể cho hậu thế.
Nhìn chung, hồ sơ lưu trữ bao gồm hồ sơ đã được lựa chọn để bảo quản lâu dài hoặc lâu dài dựa trên giá trị văn hoá, lịch sử hoặc chứng minh lâu dài của họ. Hồ sơ lưu trữ thường không xuất bản và gần như luôn luôn độc nhất, không giống như sách hoặc tạp chí mà có nhiều bản sao giống nhau tồn tại. Điều này có nghĩa là các kho lưu trữ khá khác biệt so với các thư viện về chức năng và tổ chức của họ, mặc dù các bộ sưu tập lưu trữ thường có thể được tìm thấy trong các tòa nhà thư viện. 
Một người làm việc trong kho lưu trữ được gọi là thủ thư. Nghiên cứu và thực tiễn về tổ chức, bảo quản và cung cấp truy cập thông tin và tài liệu trong lưu trữ được gọi là khoa học lưu trữ.
Một người làm việc trong lĩnh vực lưu trữ được gọi là nhân viên lưu trữ. Việc nghiên cứu và thực hành tổ chức, bảo quản và cung cấp quyền truy cập thông tin và tài liệu trong kho lưu trữ được gọi là khoa học lưu trữ. Nơi lưu trữ thực có thể được coi là kho lưu trữ (thông thường hơn ở Vương quốc Anh), kho lưu trữ (thông thường hơn ở Hoa Kỳ) hoặc kho lưu trữ.
Không nên nhầm lẫn việc sử dụng thuật ngữ "archive" trong lĩnh vực máy tính với ý nghĩa lưu trữ hồ sơ của thuật ngữ này.

## Lịch sử
Thực hành lưu giữ các văn bản chính thức là rất lâu đời. Các nhà khảo cổ đã phát hiện ra kho lưu trữ của hàng trăm (và đôi khi hàng nghìn) viên đất sét có từ thiên niên kỷ thứ ba và thứ hai trước Công nguyên ở các địa điểm như Ebla, Mari, Amarna, Hattusas, Ugarit, và Pylos. Những khám phá này là nền tảng cho việc học về bảng chữ cái cổ, ngôn ngữ, văn học và chính trị.
Các kho lưu trữ đã được phát triển tốt bởi người Trung Quốc cổ đại, người Hy Lạp cổ đại và người La Mã cổ đại (họ gọi chúng là  Tabularia ). Tuy nhiên, những tài liệu lưu trữ đó đã bị thất lạc, vì các tài liệu được viết trên các vật liệu như papyrus và giấy bị hư hỏng tương đối nhanh chóng, không giống như các bản sao bằng đất sét của chúng. Các kho lưu trữ của các nhà thờ, vương quốc và thành phố từ thời Trung cổ vẫn tồn tại và thường giữ nguyên trạng chính thức của chúng cho đến nay. Chúng là công cụ cơ bản để nghiên cứu lịch sử về thời kỳ này.

## Người dùng và tổ chức

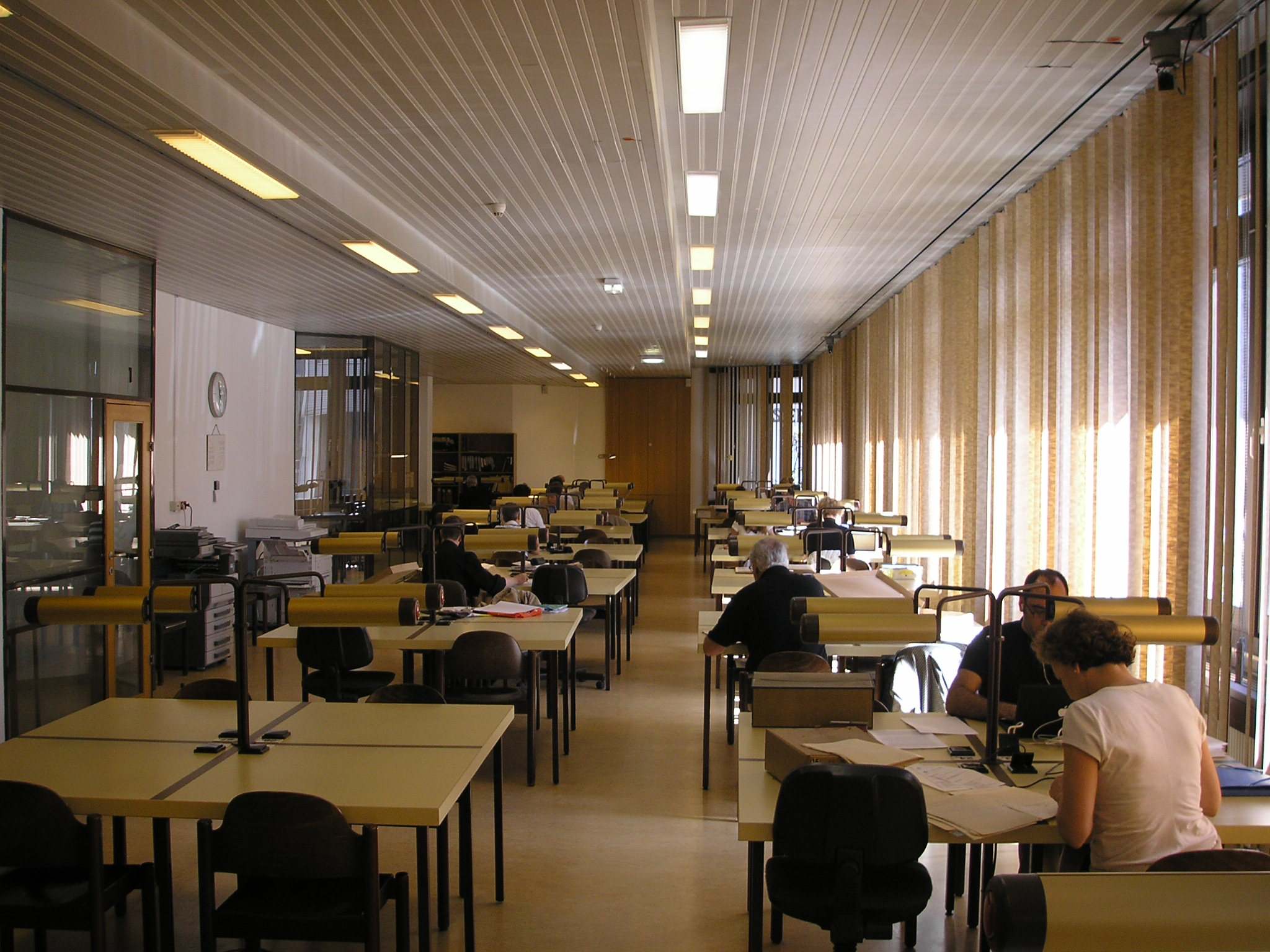
Phòng đọc của Österreichisches Staatsarchiv (Cơ quan Lưu trữ Nhà nước Áo), tại quận Erdberg của Vienna (2006)

Các nhà sử học, nhà phả hệ, luật sư, nhà nhân khẩu học, nhà làm phim và những người khác tiến hành nghiên cứu tại các kho lưu trữ.

### Học thuật

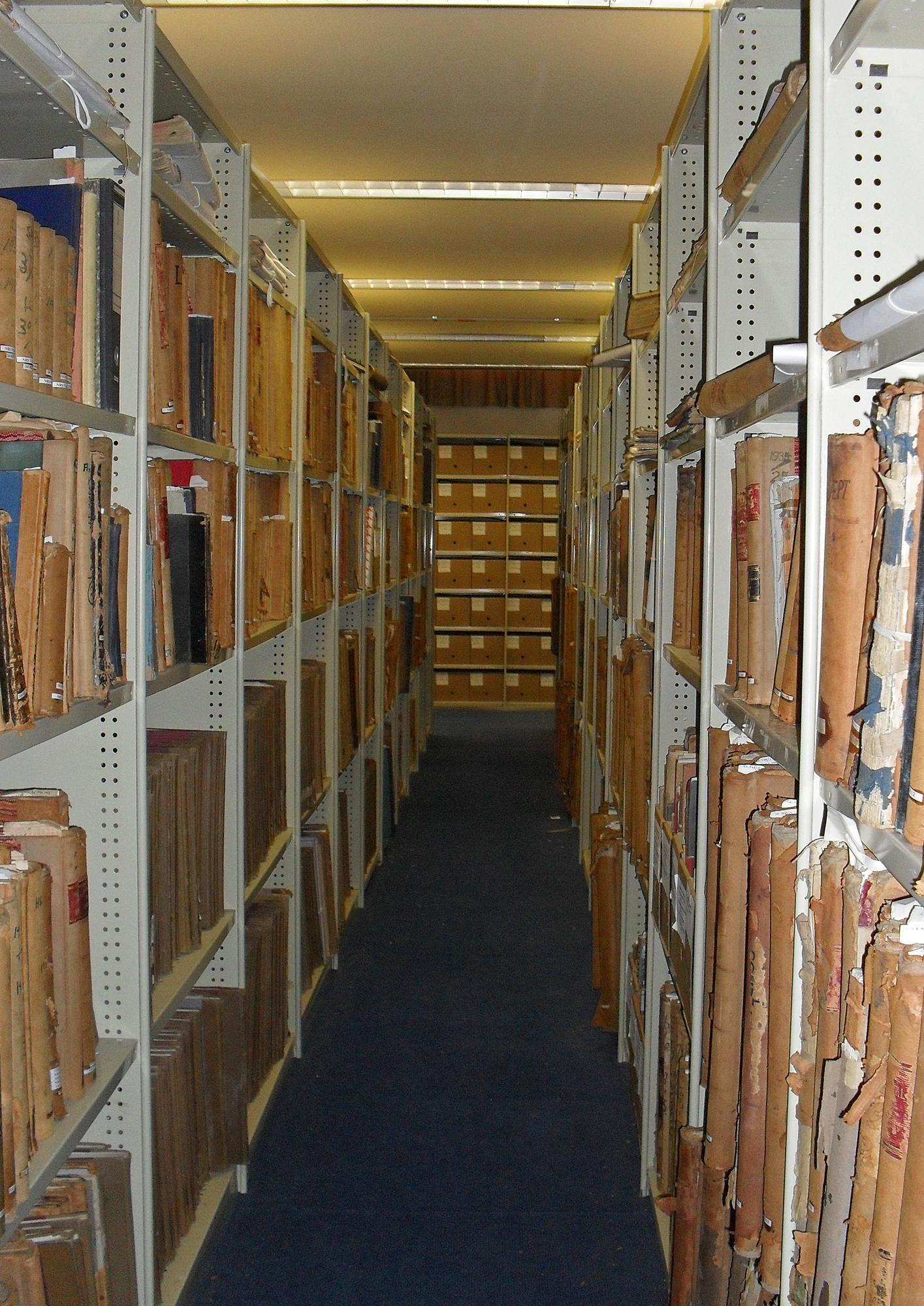
Khu vực lưu trữ Đại học Charles Sturt.

Tài liệu lưu trữ trong các trường cao đẳng, đại học và các cơ sở giáo dục khác thường được đặt trong thư viện và các nhiệm vụ có thể được thực hiện bởi nhân viên lưu trữ. Lưu trữ học thuật tồn tại để bảo tồn lịch sử thể chế và phục vụ cộng đồng học thuật.

### Chính phủ

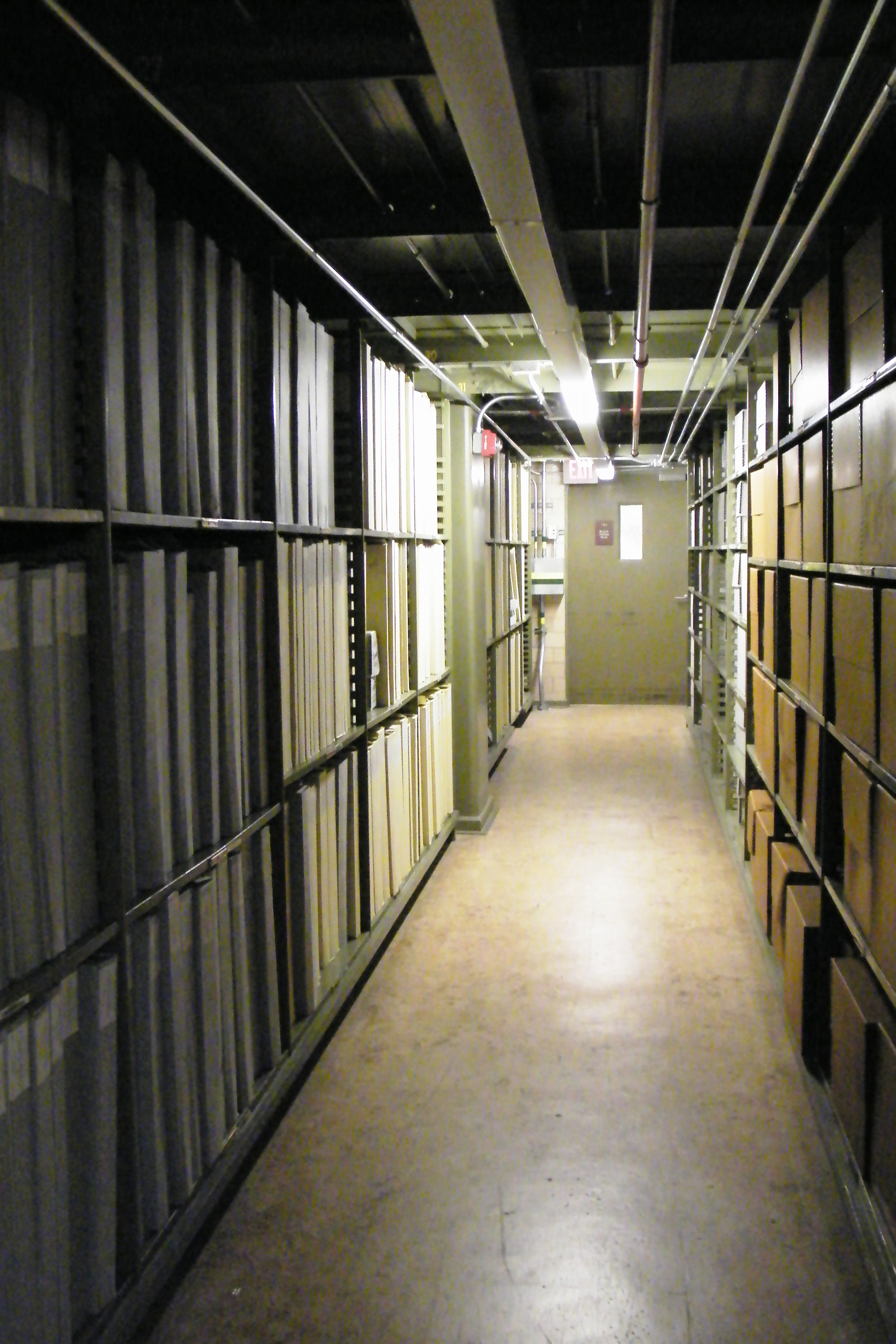
Cơ sở lưu trữ tại Cục Quản lý Lưu trữ và Hồ sơ Quốc gia, Washington, D.C.

Tài liệu lưu trữ của chính phủ bao gồm tài liệu lưu trữ của chính quyền địa phương và tiểu bang cũng như tài liệu lưu trữ của chính phủ quốc gia (hoặc liên bang). Bất kỳ ai cũng có thể sử dụng kho lưu trữ của chính phủ và những người dùng thường xuyên bao gồm phóng viên, nhà phả hệ, nhà văn, nhà sử học, sinh viên và những người đang tìm kiếm thông tin về lịch sử của quê hương hoặc khu vực của họ. Nhiều kho lưu trữ của chính phủ mở cửa cho công chúng và không cần phải hẹn trước để đến thăm.